# Alles was Recht ist (Fernsehsendung)
Alles was Recht ist war eine unterhaltsame Ratgeber- und Servicesendung des Fernsehens der DDR. Behandelt wurden Rechtsfragen aus dem Alltag der DDR-Bürger, der Schwerpunkt lag bis 1981 auf Arbeitsrecht, gefolgt von Miet- und Familienrecht. Die Fragen wurden durch Zuschauer eingereicht, mehr als eine halbe Million Zuschriften sollen es während der Periode unter Kaul gewesen sein.
Friedrich-Karl Kaul war Rechtsanwalt, aber auch Hochschullehrer und Schriftsteller. Er begann ab 1946 mit der Hörfunksendung Dr. Kaul antwortet und setzte die Sendung auch nach dem Start des Fernsehens lange Zeit im Hörfunk fort. Erst 1972 wechselte die Sendung unter dem Titel Fragen Sie Professor Kaul ins Fernsehen. Neu waren zu dieser Zeit die Filmszenen, die den behandelten Fernsehstoff einleiteten, bevor Kaul mit Verweis auf die einschlägigen Gesetze die Fälle einordnete und nach den maßgeblichen Rechtsvorschriften bewertete. Sowohl die humorvollen oder in Gedichtform vorgetragenen Kommentare als auch die illustrierenden Trickfilmszenen, die zu dieser Zeit noch nicht selbstverständlich waren für dieses Fernsehgenre, trugen zur Beliebtheit der Sendung bei. Dabei ging er zwar auf den konkreten Einzelfall ein, es wurden aber stets Fälle mit einer großen gesellschaftlichen Relevanz behandelt. Nach einem meist etwas komplexeren Hauptthema wurden weitere weniger komplexe Fälle behandelt, sowie Postzuschriften der Zuschauer zu weiteren Themen behandelt. Dabei wurden oft Trickfilme zur Illustration gezeigt.
Nach dem Ausscheiden von  Kaul wurde die Serie unter dem Titel Alles, was Recht ist fortgesetzt. Das Konzept mit der Illustration der Fälle durch Spielszenen und Trickfilme wurde ebenso beibehalten wie der Sendeturnus und der Sendeplatz am Donnerstagabend um 19:00 Uhr vor der Aktuellen Kamera und wurde mehrfach wiederholt. Verstärkt wurden Themen zu Nachbarschaftsstreitigkeiten, sowie Schadensersatz- und Erbschaftsfragen behandelt. Die Anzahl der behandelten Fälle pro Folge war geringer, dafür wurden auch Sonderfälle unter verschiedenen manchmal auch kuriosen Blickwinkeln berücksichtigt.